# Písnice (stanice metra)

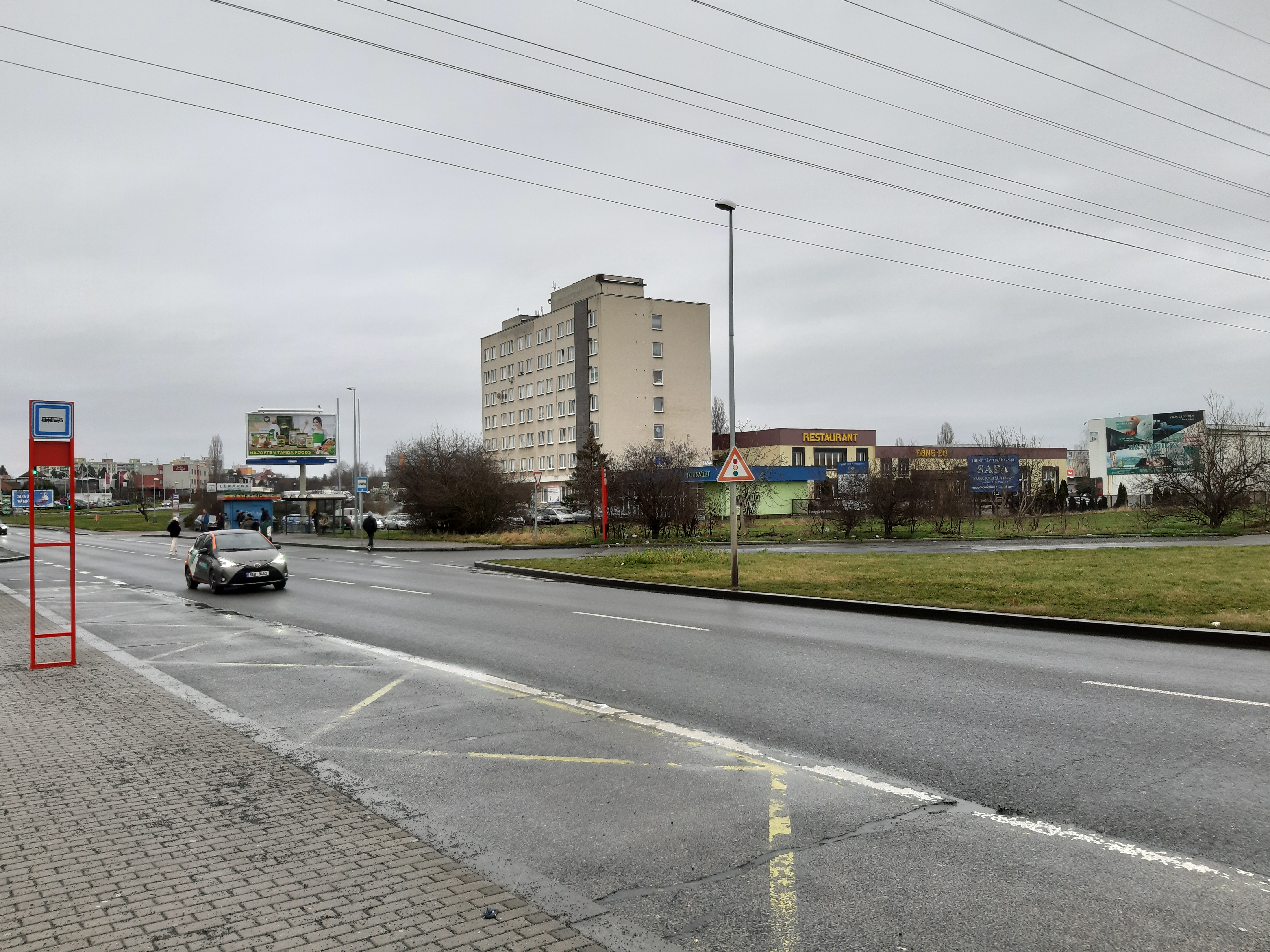
V těchto místech vznikne jeden ze vstupů do vestibulu stanice Písnice

Písnice je chystaná stanice na lince D pražského metra. Bude se nacházet se na úseku I.D2 mezi stanicemi Libuš a Depo Písnice pod ulicí Libušská v katastru Písnice. Stavba stanice by měla být zahájena v roce 2025, ke zprovoznění by mělo dojít v roce 2029.

## Popis
Stanice Písnice se bude nacházet pod ulicí Libušská v Praze 4 na katastru Písnice. Bude hloubená v hloubce 13 metrů.
Písnice bude mít jeden výstup s jedním podpovrchovým vestibulem, umístěným přímo u křižovatky ulic Libušská a V Lužích. U stanice vznikne záchytné parkoviště P+R s 400 místy. 